# Michael Copon
Michael Copon (Chesapeake, Virginia; 13 de noviembre de 1982) es un actor, modelo, productor, empresario y cantante. Él es conocido por haber interpretado a Lucas Kendall en Power Rangers Time Force y a Felix Taggaro en la serie de televisión One Tree Hill.

## Vida personal
Copon nació en Chesapeake, Virginia. Es de padre filipino y madre de ascendencia alemana.

## Carrera
En el año 2000, fue elegido para interpretar el papel de Lucas Kendall, el Blue Time Force Ranger de Power Rangers Time Force. Repitió este papel en dos episodios de Power Rangers Wild Force. En 2004, apareció en un video musical para la canción "Backflip" por Raven-Symoné. También tuvo una actuación recurrente interpretando a Felix Taggaro en la serie de televisión One Tree Hill.
En 2005 participó (y posteriormente ganó) la competencia de VH1 "But Can They Sing?". Desde 2006 a 2009, protagonizó la serie dramática Beyond the Break. El 8 de septiembre de 2010, Copon lanzó "Let's Get Nasty" en iTunes, y en el mismo año apareció en un anuncio comercial de televisión como portavoz de una fundación asiática de televisión llamado Bantay Bata. También es miembro del equipo de baloncesto de celebridades de Hollywood Knights que recauda fondos para diversas escuelas y organizaciones de caridad en el área metropolitana de Los Ángeles. Es productor ejecutivo de Michael Copon Studios.
Tuvo protagonismo en la película Bring It On: In It to Win It como Penn publicada en el 2007

## Filmografía

### Televisión
| Año       | Título                         | Rol                                  | Notas                                                     |
| --------- | ------------------------------ | ------------------------------------ | --------------------------------------------------------- |
| 2001      | Power Rangers Time Force       | Lucas Kendall/Blue Time Force Ranger | Elenco principal, serie de TV FOX Kids                    |
| 2002      | Power Rangers Wild Force       | Lucas Kendall/Blue Time Force Ranger | Invitado 2 episodios, serie de TV                         |
| 2003      | Even Stevens                   | Boy at beach                         | Invitado 1 episodio, serie de TV Disney Channel           |
| 2004–2005 | One Tree Hill                  | Felix Taggaro                        | Elenco recurrente 11 episodios, serie de TV (temporada 2) |
| 2005      | Scrubs                         | Pedro                                | Invitado 1 episodio, serie de TV                          |
| 2005      | Reno 911!                      | Kane                                 | Invitado 1 episodio, serie de TV                          |
| 2005      | But Can They Sing?             | El mismo                             | Participante, reality show (ganador)                      |
| 2005–2006 | That's So Raven                | Ricky                                | Invitado 2 episodios, serie de TV Disney Channel          |
| 2006      | Sideliners                     | Joey Ambrose                         | Elenco principal, película de TV                          |
| 2006–2009 | Beyond the Break               | Vin Keahi                            | Elenco recurrente, serie de TV                            |
| 2008      | Greek                          | Shane                                | Invitado 1 episodio, serie de TV                          |
| 2009      | CSI: Miami                     | Walter Leeson                        | Invitado 1 episodio, serie de TV                          |
| 2010      | Hawaii Five-0                  | Junior Satele                        | Invitado 1 episodio, serie de TV                          |
| 2011      | Kourtney and Kim Take New York | El mismo                             | Invitado 1 episodio, reality show                         |
| 2018–2020 | The Bay                        | Colton Kurosaki                      | Elenco recurrente, serie de TV                            |
| 2020      | Beaus of Holly                 | Phil                                 | Elenco principal, película de TV                          |

### Películas
| Año  | Título                                 | Rol              |
| ---- | -------------------------------------- | ---------------- |
| 2005 | Dishdogz                               | Palmer           |
| 2006 | Sideliners                             | Joey Ambrose     |
| 2006 | All You've Got                         | Artie Sánchez    |
| 2006 | Elevator                               | Hot guy at party |
| 2007 | Bring It On: In It to Win It           | Penn             |
| 2008 | The Scorpion King 2: Rise of a Warrior | Mathayus         |
| 2009 | Night of the Demons                    | Dex Thrilby      |
| 2010 | BoyBand                                | Brad             |
| 2010 | A Forgotten Innocence                  | Andrew           |
| 2011 | Killer Holiday                         | Spider           |
| 2011 | 247 °F                                 | Michael          |
| 2012 | Music High                             | Tommy            |
| 2013 | Project Fear                           | Rob              |
| 2013 | Blood on the Border                    | Sancho           |